# Louis de Galles
Louis de Galles (Louis Arthur Charles), né le 23 avril 2018 à Londres (Royaume-Uni), est un membre de la famille royale britannique. Il est le troisième enfant du prince William et de son épouse Catherine Middleton.
Petit-fils du roi Charles III, il est quatrième dans l'ordre de succession au trône britannique, ainsi qu'aux trônes des quatorze autres royaumes du Commonwealth, après son père William de Galles, son frère George et sa sœur Charlotte. Il est le premier prince britannique à ne pas précéder sa sœur aînée dans l'ordre de succession, en application de l'acte de succession à la Couronne de 2013.

## Biographie

### Naissance

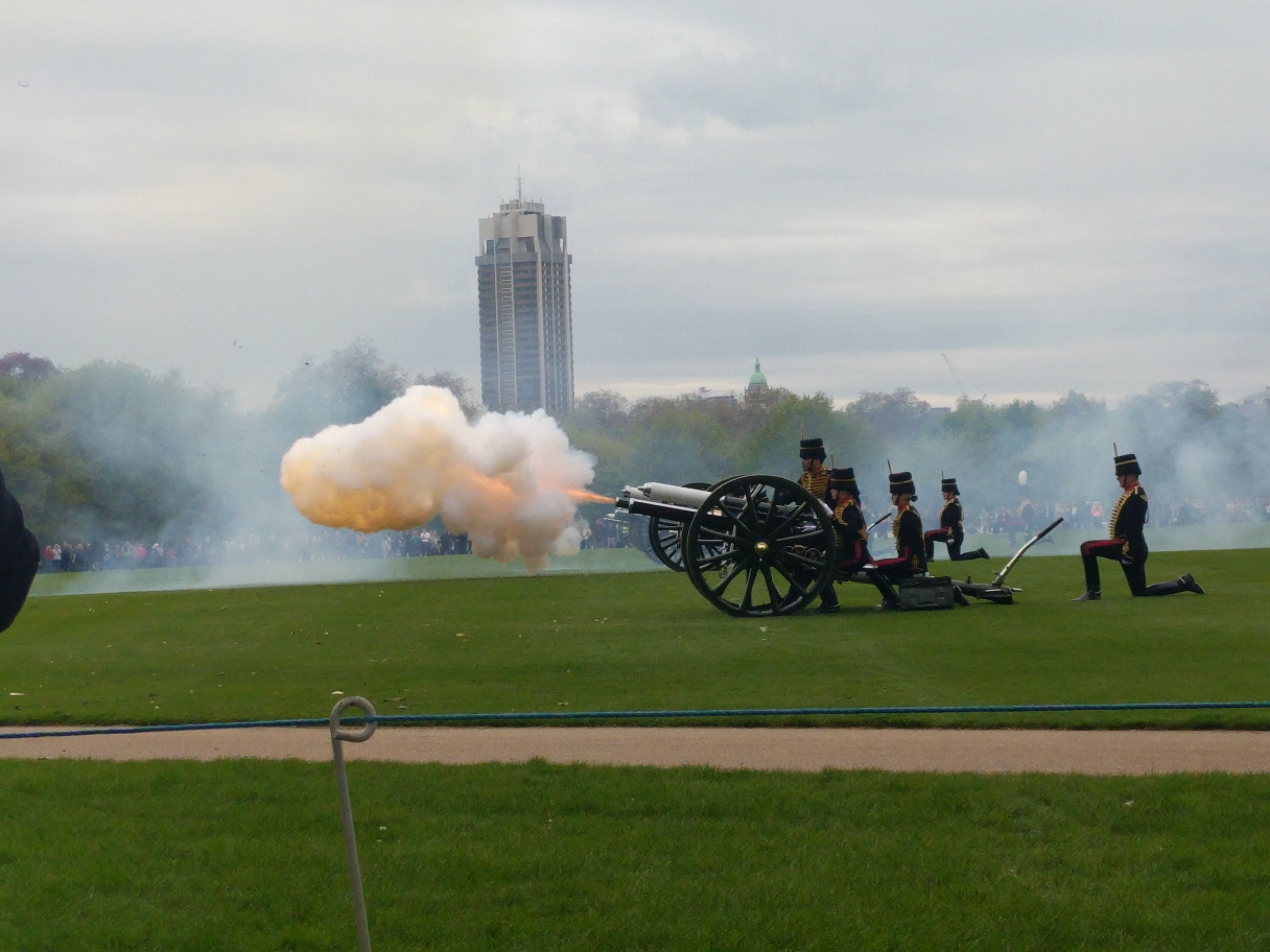
Le 24 avril 2018, à Hyde Park, le tir de canon salue la naissance.

La troisième grossesse de la princesse de Galles, épouse du prince William, est annoncée par le palais de Kensington le 4 septembre 2017. Les deux premières grossesses de Kate Middleton ayant été difficiles — la jeune femme souffre en effet d'hyperemesis gravidarum, une maladie qui touche la femme enceinte et qui provoque de violents vomissements — le palais annonce qu'elle ne participera plus aux cérémonies officielles.
Le prince naît le 23 avril 2018 à 11 h 01 (heure locale BST), au St Mary's Hospital de Paddington à Londres, sous le règne de son arrière-grand-mère, la reine Élisabeth II. Il pèse 3,8 kg à la naissance.
Les prénoms de l'enfant, Louis Arthur Charles, sont annoncés le 27 avril, quatre jours après sa naissance. Le prénom Louis fait référence à Lord Louis Mountbatten, grand-oncle paternel du roi Charles III et dernier gouverneur général des Indes et vice-roi des Indes, mort assassiné par l'IRA provisoire.

### Baptême
Le baptême du prince Louis a lieu lundi 9 juillet 2018.
Le duc et la duchesse de Cambridge ont demandé d'être les parrains et marraines de leur benjamin à : 
- Nicholas van Cutsem (un homme d'affaires, frère d'un des parrains du prince George) ;
- Guy Pelly (homme d'affaires de 31 ans) ;
- Harry Aubrey-Fletcher (un ami d'enfance de William) ;
- Lady Laura Meade (épouse de James Meade, ami de William) ;
- Hannah Carter (amie d'enfance de Kate) ;
- Lucy Middleton (cousine de Kate).

### Éducation
En avril 2021, le prince Louis est scolarisé à l'école maternelle Willcocks Nursery School à Kensington (Londres).
À partir de septembre 2022, le prince Louis fréquente l'école préparatoire privée Lambrook, située près du domicile familial.

## Titulature
En tant que membre de la famille royale britannique et conformément aux lettres patentes de la reine Élisabeth II accordant à tous les enfants du fils aîné du prince de Galles le titre de prince, Louis de Galles est prince du Royaume-Uni de Grande-Bretagne et d'Irlande du Nord avec le prédicat honorifique d’altesse royale. À sa naissance, le prince Louis porte le nom de l'apanage de son père, c'est-à-dire « de Cambridge ».
Il est connu sous les titres de :
- 23 avril 2018 - 8 septembre 2022 : Son Altesse Royale le prince Louis de Cambridge[9] (naissance) ;
- 8 septembre 2022 - 9 septembre 2022 : Son Altesse Royale le prince Louis de Cornouailles et de Cambridge.
- depuis le 9 septembre 2022 : Son Altesse Royale le prince Louis de Galles[c].

## Dans la fiction
Le prince Louis est l'un des personnages de la série d'animation américaine The Prince (2021).